# Johannes' Breve
Johannes' Breve er en samlingsbetegnelse for Johannes' Første, Andet og Tredje Brev, tre af Det Nye Testamentes skrifter.